# 薩摩川内市立上甑中学校
薩摩川内市立上甑中学校（さつませんだいしりつ かみこしきちゅうがっこう）は、鹿児島県薩摩川内市上甑町中甑にかつて存在した市立中学校。
2020年（令和2年）4月1日に休校となり、2024年（令和6年）4月1日付で廃校となった。

## 概要
2006年5月1日現在の生徒数は37名で、各学年1学級である。制服は冬服は男子は学ラン、女子はセーラー服である。また、甑島には高等学校が無いため、ほとんどの生徒は島から出て、鹿児島本土の高校に進学する。

## 沿革
- 1947年（昭和22年）
  - 5月2日 - 上甑村立上甑中学校として設置される[3]。
  - 5月12日 - 中津、江石、浦内、平良に教場を設置される[3]。
- 1950年（昭和25年）
  - 4月1日 - 平良分校が設置される[3]。
  - 9月23日 - 中津、江石、浦内の教場を統合し新校舎に移転[3]。
- 1958年（昭和33年）4月1日 - 平良分校が独立し、上甑村立平良中学校となる[4]。
- 2001年（平成13年） - 上甑村立平良中学校を統合。
- 2004年（平成16年） - 上甑村が川内市など7町村と合併し、薩摩川内市となったのに伴い、薩摩川内市立上甑中学校に改称。
- 2020年（令和2年） - 休校となる[1]。
- 2024年（令和6年）4月1日 - 閉校[2]。

## 通学区域
- 薩摩川内市立中津小学校の全域